# Lestodiplosis
Lestodiplosis är ett släkte av tvåvingar. Lestodiplosis ingår i familjen gallmyggor.

## Dottertaxa tillLestodiplosis, i alfabetisk ordning[1]
- Lestodiplosis acanthoidis
- Lestodiplosis acerina
- Lestodiplosis achilleae
- Lestodiplosis aestiva
- Lestodiplosis affinis
- Lestodiplosis alternans
- Lestodiplosis alvei
- Lestodiplosis anthemidis
- Lestodiplosis aonidiellae
- Lestodiplosis apocyniflorae
- Lestodiplosis aprimiki
- Lestodiplosis arcuata
- Lestodiplosis asclepiae
- Lestodiplosis asphodeli
- Lestodiplosis asteris
- Lestodiplosis aulacaspidis
- Lestodiplosis auriculata
- Lestodiplosis basalis
- Lestodiplosis braziliensis
- Lestodiplosis brevilobata
- Lestodiplosis cacaliae
- Lestodiplosis caliptera
- Lestodiplosis callida
- Lestodiplosis callipus
- Lestodiplosis carolinae
- Lestodiplosis casta
- Lestodiplosis centralis
- Lestodiplosis ceomatis
- Lestodiplosis cerasi
- Lestodiplosis ceylanica
- Lestodiplosis chrysanthemi
- Lestodiplosis ciliatipennis
- Lestodiplosis cincta
- Lestodiplosis cincticornis
- Lestodiplosis cinctipes
- Lestodiplosis cirsii
- Lestodiplosis cirsiiflorae
- Lestodiplosis clematiflorae
- Lestodiplosis coni
- Lestodiplosis conyzae
- Lestodiplosis corticalis
- Lestodiplosis cossae
- Lestodiplosis crataegifolia
- Lestodiplosis crataevae
- Lestodiplosis cruenta
- Lestodiplosis cryphali
- Lestodiplosis decemmaculata
- Lestodiplosis emarginata
- Lestodiplosis erecta
- Lestodiplosis eupatorii
- Lestodiplosis fascipennis
- Lestodiplosis fenestra
- Lestodiplosis filicis
- Lestodiplosis fimbripetalis
- Lestodiplosis fimicola
- Lestodiplosis flaveolata
- Lestodiplosis flavomarginata
- Lestodiplosis florida
- Lestodiplosis floridana
- Lestodiplosis fratricida
- Lestodiplosis fraxinifolia
- Lestodiplosis frirenii
- Lestodiplosis gagnei
- Lestodiplosis gammae
- Lestodiplosis giardi
- Lestodiplosis globosa
- Lestodiplosis gracilis
- Lestodiplosis grassator
- Lestodiplosis guttata
- Lestodiplosis heterobiae
- Lestodiplosis heterofila
- Lestodiplosis hicoriae
- Lestodiplosis hieracii
- Lestodiplosis hirtus
- Lestodiplosis holstei
- Lestodiplosis hopkinsi
- Lestodiplosis hordei
- Lestodiplosis hyperici
- Lestodiplosis inclusae
- Lestodiplosis inermis
- Lestodiplosis irenae
- Lestodiplosis iridipennis
- Lestodiplosis irregularifila
- Lestodiplosis jacobeae
- Lestodiplosis juniperina
- Lestodiplosis kiefferis
- Lestodiplosis lacciferi
- Lestodiplosis lactucae
- Lestodiplosis lanceolatae
- Lestodiplosis laticaulis
- Lestodiplosis lineata
- Lestodiplosis liviae
- Lestodiplosis longicauda
- Lestodiplosis longifilis
- Lestodiplosis lonicericola
- Lestodiplosis lumiensis
- Lestodiplosis lunata
- Lestodiplosis luzonensis
- Lestodiplosis maackiae
- Lestodiplosis macrorosae
- Lestodiplosis maculata
- Lestodiplosis maculipennis
- Lestodiplosis marini
- Lestodiplosis massalongoi
- Lestodiplosis miastoris
- Lestodiplosis miki
- Lestodiplosis mirabilis
- Lestodiplosis morchellae
- Lestodiplosis muricatae
- Lestodiplosis nana
- Lestodiplosis necans
- Lestodiplosis nigripennis
- Lestodiplosis novangliae
- Lestodiplosis obtusilobata
- Lestodiplosis oomeni
- Lestodiplosis pallidicornis
- Lestodiplosis parricida
- Lestodiplosis pavonia
- Lestodiplosis pectinata
- Lestodiplosis peruviana
- Lestodiplosis phlomicoliphaga
- Lestodiplosis pini
- Lestodiplosis pisi
- Lestodiplosis platanifolia
- Lestodiplosis plicatricis
- Lestodiplosis polypori
- Lestodiplosis populifolia
- Lestodiplosis prunellaflorae
- Lestodiplosis pugionis
- Lestodiplosis pulchella
- Lestodiplosis pyri
- Lestodiplosis quercina
- Lestodiplosis quercus
- Lestodiplosis rabdosiae
- Lestodiplosis raphani
- Lestodiplosis reaumuriae
- Lestodiplosis rosarum
- Lestodiplosis rosea
- Lestodiplosis rubripes
- Lestodiplosis rudbeckiae
- Lestodiplosis rufa
- Lestodiplosis rugosae
- Lestodiplosis rumicis
- Lestodiplosis satiata
- Lestodiplosis scottianus
- Lestodiplosis scrophulariae
- Lestodiplosis septemguttata
- Lestodiplosis septemmaculata
- Lestodiplosis solani
- Lestodiplosis solidaginis
- Lestodiplosis spiraeafolia
- Lestodiplosis sylvestris
- Lestodiplosis syringopais
- Lestodiplosis tarsonemi
- Lestodiplosis taxiconis
- Lestodiplosis tetrachaeta
- Lestodiplosis tibialis
- Lestodiplosis tjanshanica
- Lestodiplosis tragopogonis
- Lestodiplosis traili
- Lestodiplosis triangularis
- Lestodiplosis trifaria
- Lestodiplosis trifolii
- Lestodiplosis tritomus
- Lestodiplosis trivittata
- Lestodiplosis tropicalis
- Lestodiplosis tsugae
- Lestodiplosis urticae
- Lestodiplosis variegata
- Lestodiplosis vasta
- Lestodiplosis venusta
- Lestodiplosis verbasci
- Lestodiplosis verbenifolia
- Lestodiplosis veronicae
- Lestodiplosis viburni
- Lestodiplosis viciaflorae
- Lestodiplosis winnertziae
- Lestodiplosis woeldickii
- Lestodiplosis vorax
- Lestodiplosis xylodiplosuga
- Lestodiplosis yuccae